# Beatrice Chebet
Beatrice Chebet (5 maart 2000) is een Keniaanse atlete, gespecialiseerd op de middellange afstand. Sinds mei 2024 is ze wereldrecordhoudster op de 10.000 m. Op de Olympische Spelen van 2024 haalde ze de dubbel op de 5000 m en 10.000 m. In 2025 werd zij de eerste vrouw die op de 5000 m de 14 minuten barrière doorbrak door tijdens de Prefontaine Classic in Eugene die afstand te winnen in 13.58,06. 

## Levensloop
In 2022 won Chebet achter Gudaf Tsegay het zilver op de 5000 meter tijdens de wereldkampioenschappen op de baan in Eugene. Een jaar later haalde ze brons na een eindsprint met Sifan Hassan en winnares Faith Kipyegon. Eerder dat jaar, bij de wereldkampioenschappen veldlopen in Bathurst, Australië, had Chebet haar wedstrijd beter ingedeeld dan favoriete Letesenbet Gidey. Chebet snelde haar vlak voor de eindstreep voorbij. Gidey stortte hierop in en liep het podium mis. In 2024 prolongeerde ze haar veldlooptitel.
Ook op de weg boekte Chebet succes in 2023. In Riga werd ze wereldkampioene op de 5 km en een paar maanden later liep ze op diezelfde afstand een wereldrecord in Barcelona.
Chebet won in het Amerikaanse Eugene in mei 2024 de Diamond League wedstrijd op de 10.000 m in een wereldrecordtijd van 28.54,14. Dit was bijna zeven seconden sneller dan de vorige toptijd van Letesenbet Gidey, gelopen op de FBK Games in Hengelo in 2021. Chebet plaatste zich hiermee voor de 10.000 m op de Olympische Spelen van Parijs.

## Kampioenschappen

### Internationale kampioenschappen
| Onderdeel | Titel                   | Jaar       |
| --------- | ----------------------- | ---------- |
| 5000 m    | Wereldkampioene U20     | 2018       |
| 5000 m    | Afrikaans kampioene     | 2022       |
| 5000 m    | Afrikaans kampioene U20 | 2019       |
| 5000 m    | Gemenebestspelen        | 2022       |
| 5 km weg  | Wereldkampioene         | 2023       |
| veldlopen | Wereldkampioene         | 2023, 2024 |
| veldlopen | Wereldkampioene U20     | 2019       |

### Keniaanse kampioenschappen
| Onderdeel | Jaar |
| --------- | ---- |
| 1500 m    | 2023 |
| 5000 m    | 2022 |

## Statistieken

### Persoonlijke records
Baan
| Onderdeel      | Prestatie     | Datum            | Plaats  |
| -------------- | ------------- | ---------------- | ------- |
| 1500 m         | 4.06,09       | 24 juni 2023     | Nairobi |
| 3000 m         | 8.24,05       | 2 september 2023 | Xiamen  |
| 2 Engelse Mijl | 9.14,71       | 27 mei 2022      | Eugene  |
| 5000 m         | 13.58,06 (WR) | 5 juli 2025      | Eugene  |
| 10.000 m       | 28.54,14 (WR) | 25 mei 2024      | Eugene  |

Weg
| Onderdeel | Prestatie  | Datum            | Plaats    |
| --------- | ---------- | ---------------- | --------- |
| 5 km      | 14.13 (WR) | 31 december 2023 | Barcelona |
| 10 km     | 32.52      | 24 november 2019 | Eldoret   |

Indoor
| Onderdeel | Prestatie | Datum            | Plaats |
| --------- | --------- | ---------------- | ------ |
| 3000 m    | 8.37,06   | 24 februari 2021 | Madrid |

## Erelijst

### 1500 m
- 2023:  NK Nairobi - 4.06,09

### 3000 m
Diamond League-resultaten
- 2021:  Doha - 8.27,49
- 2023:  Oslo - 8.25,01
- 2023:  Xiamen - 8.24,05

### 5000 m
- 2018:  WJK Tampere - 15.30,77
- 2019:  AJK Abidjan - 16.02,66
- 2022:  WK Eugene - 14.46,75
- 2022:  AK St. Pierre - 15.00,82
- 2022:  Gemenebestspelen Birmingham - 14.38,21
- 2022:  NK Nairobi - 15.30,15
- 2023:  WK Boedapest - 14.54,33

Diamond League-resultaten
- 2022:  Lausanne -
- 2023:  Stockholm - 14.36.52
- 2023:  Londen - 14.12,92
- 2024:  Doha - 14.26.98
- 2024:  Eugene - 13.58,06 (WR)

### 5 km op de weg
- 2023:  WK Riga 14.35

Diamond League-resultaten
- 2022:  Finale Zürich - 14.32

### veldlopen
- 2019:  WJK Århus - 20.50
- 2023:  WK Bathurst - 33.48
- 2024:  WK Belgrado - 31.05

1996: Wang Junxia ·
2000: Gabriela Szabó ·
2004: Meseret Defar ·
2008: Tirunesh Dibaba ·
2012: Meseret Defar ·
2016: Vivian Cheruiyot ·
2020: Sifan Hassan ·
2024: Beatrice Chebet
1988: Olga Bondarenko ·
1992: Derartu Tulu ·
1996: Fernanda Ribeiro ·
2000: Derartu Tulu ·
2004: Xing Huina ·
2008: Tirunesh Dibaba ·
2012: Tirunesh Dibaba ·
2016: Almaz Ayana ·
2020: Sifan Hassan ·
2024: Beatrice Chebet